# William Lindsay White
William Lindsay White (Emporia, 17 giugno 1900 – Emporia, 26 luglio 1973) è stato un editorialista, scrittore e corrispondente estero statunitense; succedette a suo padre, William Allen White, come redattore ed editore della Emporia Gazette nel 1944. Tra i libri più degni di nota di White ci sono They Were Expendable (1942) e Lost Boundaries (1948), che fu adattato al film La tragedia di Harlem nel 1949.

## Biografia

### Primi anni
William Lindsay White era l'unico figlio di William Allen e Sallie White, nato a Emporia, Kansas il 17 giugno 1900. Aveva una sorella minore, Mary, che morì in un incidente a cavallo all'età di 16 anni nel maggio 1921. White crebbe a Emporia e da adolescente lavorò come reporter per il Gazette. Frequentò la vicina Università del Kansas, quindi si trasferì e si laureò all'Università di Harvard nel 1924. Ha partecipato alle attività teatrali dell'Hasty Pudding Club mentre era ad Harvard, coautore del libro e dei testi dello spettacolo del 1924 dell'organizzazione.
L'anziano White curò l'unico figlio sopravvissuto per lavorare nel giornalismo, sperando che gli succedesse come direttore dell'Emporia Gazette. Portò suo figlio di 18 anni in Francia per assistere alla firma del Trattato di Versailles che poneva fine alla prima guerra mondiale. William Allen White alla fine convinse suo figlio a tornare a Emporia. Poco prima della morte di suo padre nel 1944, William Lindsay White rilevò l'Emporia Gazette.
White frequentò Harvard e lì acquisì un accento inglese. Al suo ritorno a Emporia indossava un monocolo ed era uno degli uomini meglio vestiti della nazione.

### Carriera
Prestò servizio come editore associato della Gazzetta nei primi anni '30. Lavorò per il Washington Post nel 1935 e per la rivista Fortune nel 1937. Nel 1939 divenne corrispondente di guerra per il Columbia Broadcasting System e un consorzio di 40 giornali. Il National Headliners Club gli conferì il premio per la migliore trasmissione europea dell'anno per il suo editoriale "The Last Christmas Tree" dalla Mannerheim Line in Finlandia nel 1940. Ha fatto il corrispondente da Londra nel 1940 e 1941 per la North American Newspaper Association e il Reader's Digest . Nel 1942 divenne redattore itinerante per il Reader's Digest.
Come curatore ed editore dell'Emporia Gazette a partire dal 1944, White combattè molte battaglie con la città. Quando il vecchio tribunale necessitava di riparazioni, la città decise invece di costruirne uno nuovo. White condusse una campagna per riparare il vecchio tribunale e perse. In seguito fece arrabbiare la camera di commercio locale opponendosi alle agevolazioni fiscali per le società che si erano trasferite a Emporia. Si oppose agli schemi di rinnovamento urbano che avvantaggiavano gli interessi immobiliari e i commercianti nel centro di Emporia piuttosto che i poveri bisognosi di alloggi.
White era anche un corrispondente radiofonico per CBS News, a volte sostituendo Edward R. Murrow. Per la maggior parte della sua carriera successiva, William Lindsay White è stato Roving Editor per Reader's Digest e ha pubblicato numerosi articoli su quella rivista.
White fu è stato anche attivamente impegnato in politica. Ha prestato servizio nella Camera dei rappresentanti del Kansas nel 1931 e nel 1932. White ha anche sostenuto la corsa alla presidenza di Dwight D. Eisenhower nel 1952 e sostenuto la campagna presidenziale del suo amico Richard Nixon. Quando Bob Dole si candidò per la prima volta al Senato degli Stati Uniti, White organizzò una cena al Broadview Hotel e invitò la maggior parte dei leader repubblicani del Kansas orientale. La cena è stata fondamentale per il successo della prima campagna di Dole.
Ha scritto 14 libri nel corso della sua carriera, a partire dal 1938 con What People Said (1938), che esaminò lo scandalo delle obbligazioni del Kansas. Nel 1944 il New York Times descrisse tre dei suoi primi titoli come best-seller: They Were Expendable, Queens Die Proudly e Journey for Margaret. Tutti erano basati sulla sua esperienza come corrispondente di guerra. Tre dei suoi libri sono stati adattati in lungometraggi di Hollywood: I sacrificati, Journey for Margaret e La tragedia di Harlem, basato sulla storia vera del Dr. Albert C. Johnston e della sua famiglia afroamericana che passò per bianca nel New England. They Were Expendable era anche una selezione del club del libro del mese.
Prestò servizio per un certo periodo come supervisore di Harvard. Fu eletto nel consiglio dell'American Civil Liberties Union nel 1950. Divenne un ufficiale di un gruppo formato per aiutare i rifugiati russi nel 1951, il Comitato americano per la libertà per i popoli dell'U.S.S.R.

### Vita privata
La moglie di White, Kathrine, nacque a Cawker City, Kansas, e ha lavorato nella redazione della rivista Time prima del suo matrimonio. La coppia si sposò il 29 aprile 1931 nella chiesa di St. Thomas sulla Fifth Avenue a New York City. La coppia mantenne una residenza a Emporia e un edificio in arenaria a New York City in cui vissero per metà dell'anno.
White morì di cancro nel 1973 al Newman Memorial County Hospital di Emporia. Gli sono sopravvissute la sua vedova e una figlia. Poco prima della sua morte, la commissione cittadina di Emporia ribattezzò in suo onore l'Auditorium Civico 1940.

### Eredità
Dopo la morte di White, fu istituito un fondo commemorativo a suo nome per piantare altri alberi a Emporia. All'inizio del secolo, più di 300 alberi erano stati piantati con i soldi di questo fondo. C'è anche un busto in bronzo e un campione della sua scrittura nel White Memorial Park a Sixth Avenue e Merchant Street a Emporia.

## Opere
- What People Said, 1938
- Zero Hour, 1940
- Journey for Margaret, 1941
- I sacrificati, 1942
- Queens Die Proudly, 1943
- Report on the Russians, 1945[9]
- Report on the Germans, 1947
- La tragedia di Harlem, 1948[10]
- Land of Milk and Honey, 1949
- Bernard Baruch, 1951
- Back Down the Ridge, 1953
- The Captives of Korea, 1957[11]
- The Little Toy Dog, 1962
- Report on the Asians, 1969